# William Gregory
William George „Borneo“ Gregory (* 14. května 1957, Lockport, stát New York, USA) je bývalý americký astronaut, který absolvoval na jaře 1995 šestnáctidenní let raketoplánem.

## Životopis
V rodném Lockportu absolvoval základní i střední školu. Pak čtyři roky absolvoval vojenskou akademii United States Air Force Academy. V roce 1979 nastoupil na vysokou školu Columbia University, později své vzdělání dokončil na dalších vysokých školách (např. Troy University). Používal přezdívku Borneo. Stal se armádním letcem, instruktorem a to i na základně Edwards v Kalifornii. Do výcvikového střediska astronautů NASA v Houstonu byl zapsán v roce 1990, po absolvování výcviku byl zařazen do jednotky astronautů. Letěl v roce 1995. Čtyři roky poté z NASA odešel a stal se obchodním manažerem v Honeywell – Phoenix.

## Let do vesmíru
V osmé misi raketoplánu Endeavour byla tato posádka: Stephen Oswald, Tamara Jerniganová, Wendy Lawrenceová, John Grunsfeld, Samuel Durrance, Ronald Parise a pplk. USAF William Gregory, tehdy ve funkci pilota. Startovali z Kennedyho vesmírného střediska na Floridě .
Let mise STS-67 byl později katalogizován v COSPAR pod označením 1995-007A. Na palubě do vesmíru vyvezli sestavu třech astronomických dalekohledů Astro-2. Let byl věnován hlavně astronomickým pozorováním. Přistáli kvůli počasí na základně Edwards v kalifornské poušti Mojave a na základně také před návratem 19. března 1995 do Houstonu přespali.
Gregory byl v pořadí 322. člověkem ve vesmíru, kam letěl jen jednou.
- STS-67 Endeavour (2. března 1995 – 18. března 1995)